# Castelo de Lindoso
O Castelo de Lindoso localiza-se, na freguesia e lugar de Lindoso, município de Ponte da Barca, distrito de Viana do Castelo, em Portugal.
Sobranceiro a terras de Espanha, em posição dominante na serra Amarela, sobre a margem esquerda do rio Lima, este castelo foi erguido de raiz, na Idade Média, com a função de vigia, defesa e marco de soberania da fronteira. Embora não tenha estado envolvido em grandes batalhas ou episódios de história militar, é considerado como um dos mais importantes monumentos militares portugueses, pelas novidades técnicas e arquitetônicas que ensaiou, à época, no país.
O Castelo de Lindoso está classificado como Monumento Nacional desde 1910.

## História

### O castelo medieval
Alguns autores afirmam que o topónimo Lindoso deriva do Latim "Limitosum" (limitador, fronteira, extrema). Embora não existam informações sobre a primitiva ocupação humana de seu sítio, esse topónimo não se encontra mencionado nas Inquirições de 1220, o que vem a ocorrer nas de 1258. Compreende-se, por essa razão, que tenha sido erguido de raiz no reinado de D. Afonso III, inscrita no esforço de reforço do sistema defensivo das fronteiras, empreendido por aquele soberano. Entre as obrigações dos habitantes da povoação, incluíam-se as de prover o alcaide de alimentos sob determinadas circunstâncias, sendo a ele vedado praticar quaisquer abusos contra esses mesmos habitantes.
O castelo teria sido reforçado e ampliado no reinado de D. Dinis I de Portugal, a partir de 1278.

### A Guerra da Restauração da independência

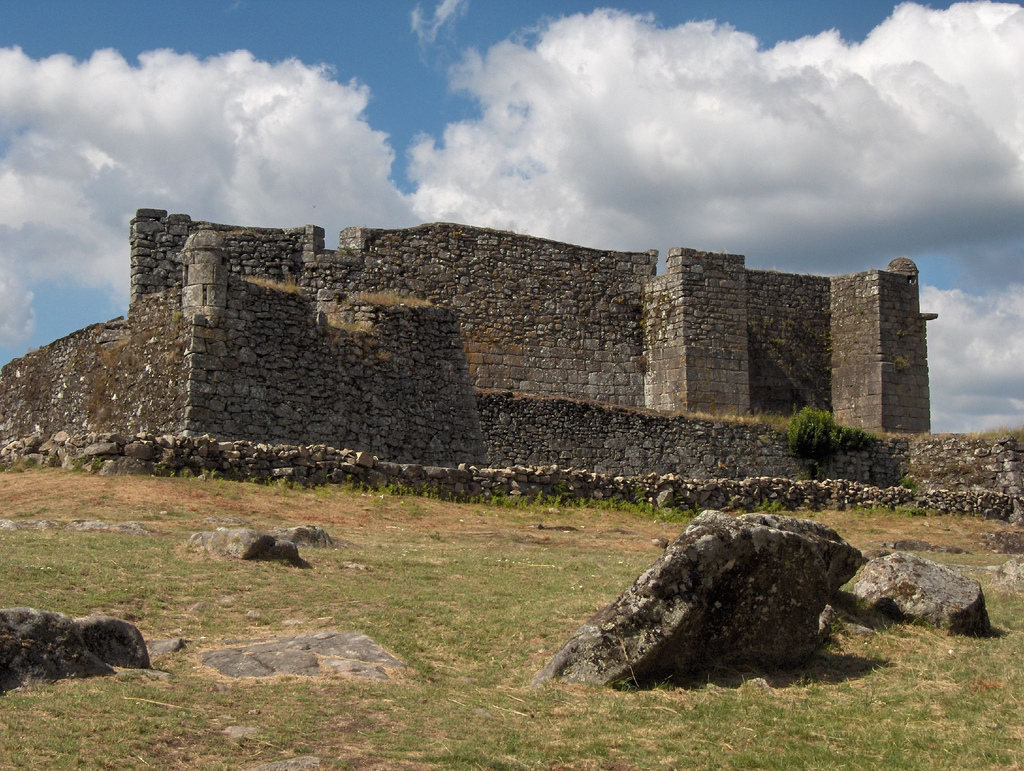
Castelo de Lindoso: vista das muralhas medievais; em primeiro plano o baluarte seiscentista.

À época da Restauração da independência portuguesa, readquiriu importância face à sua localização fronteiriça. Por esta razão, no contexto das incursões portuguesas na Galiza pelas forças militares do General das Armas de Entre-Douro-e-Minho, D. Gastão Coutinho, o Castelo do Lindoso foi utilizado como base de apoio para as incursões das tropas sob o comando de Vasco de Azevedo Coutinho e de Manuel de Sousa de Abreu (Setembro de 1641). Com o desenvolvimento da Guerra da Restauração, recebeu obras de modernização, que estariam concluídas por volta de 1666 (data inscrita no lintel de uma das portas), apenas três anos após ter caído em mãos de tropas espanholas, reconquistada, em seguida, pelos portugueses. É de crer, no entanto, que os trabalhos se tenham arrastado por mais algumas décadas, pois data de 1720 a conclusão do principal revelim, que defende a entrada principal.

### Do século XIX aos nossos dias
Acredita-se que a sua guarnição tenha estado de prontidão ao tempo das Guerras Napoleônicas, quando, em 1809, as tropas franceses sob o comando do general Soult, se concentravam em Ourense, nos preparativos para a invasão. Esta, todavia, veio a ocorrer por outro trecho da fronteira.
Com a paz, perdida a função estratégico-defensiva, foi desguarnecido, entrando em processo de ruína.
No século XX, o conjunto foi classificado como Monumento Nacional por Decreto publicado em 23 de Junho de 1910.
A intervenção do poder público iniciou-se na década de 1940, através da Direcção-Geral dos Edifícios e Monumentos Nacionais (DGEMN), tendo se procedido, entre outros trabalhos, à reconstrução de panos de muralha e de ameias bem como à demolição de algumas estruturas no pátio de armas. Recentemente, procederam-se ainda trabalhos de prospecção arqueológica, no âmbito de um projeto mais vasto de estudo da região.
Embora não possam ser datados com precisão, podem ser observados atualmente os vestígios da residência do alcaide, do quartel da guarnição, da capela, da cisterna e de um forno.

## Características

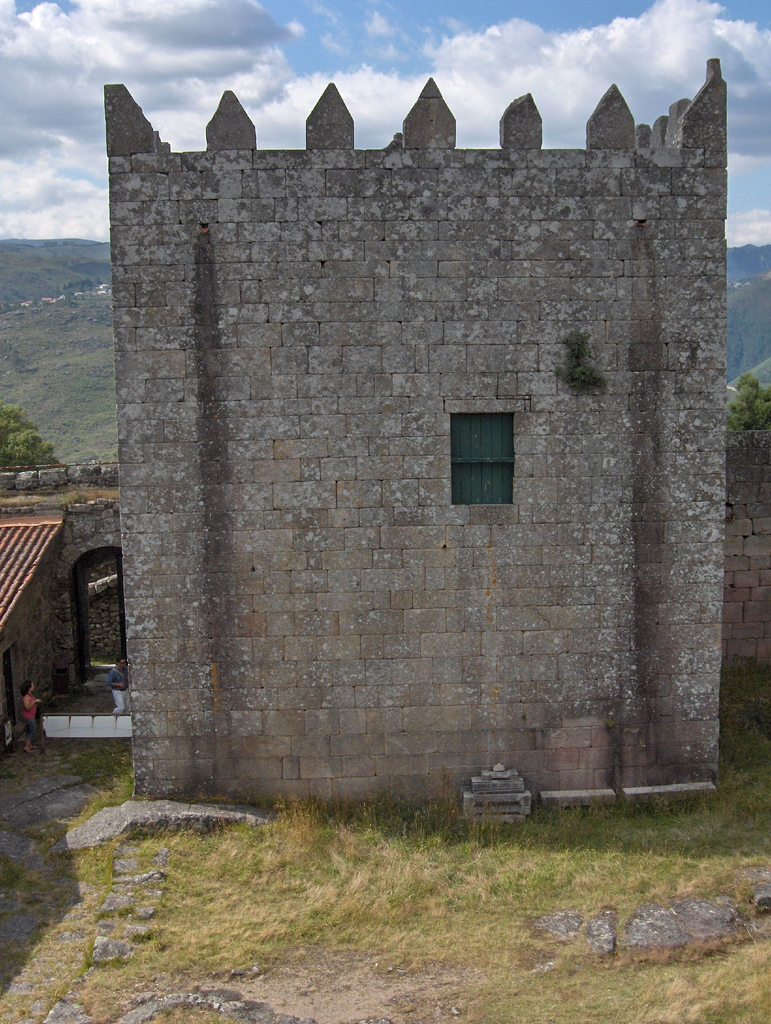
Castelo de Lindoso: Torre de Menagem.

O núcleo que chegou até nós do castelo medieval, é de planta similar a do Castelo de Lanhoso, do Castelo de Arnóia e de vários outros desta região. É composto pelas muralhas de alvenaria de pedra, cujo topo é circundado por um adarve. Nestas rasgam-se duas portas, uma a norte, próxima à torre, e outra, a sul, acedida por uma ponte levadiça de madeira. Esta última porta ostenta pelo interior um arco de volta perfeita e pelo exterior um arco quebrado, sendo ladeada por dois cubelos de planta retangular.
No interior, abre-se a Praça de Armas, na qual se inscreve, a norte (lado da Espanha), a torre de menagem, de planta quadrangular, com porta rasgada acima do nível do solo, dividida internamente em dois pisos e coroada por ameias de remate tronco-piramidal.
A adaptação do perímetro defensivo do castelo aos tiros da artilharia, no século XVII, materializou-se por uma linha envolvente de muralhas de tipo abaluartado, com planta no formato estrelado, em cujos parapeitos se rasgam canhoneiras em pontos estratégicos, apresentando guaritas cilíndricas encimadas por cúpulas semiesféricas nos vértices. O conjunto era acedido por porta encimada por matacães, precedida por ponte levadiça e cercado por altos taludes e fossos. Um revelim provê a defesa da entrada principal.